# Edward Stradling (Adliger, um 1472)

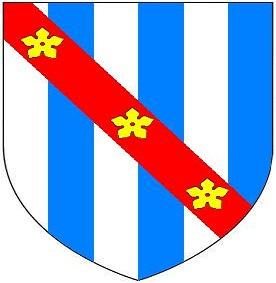
Wappen der Familie Stradling

Sir Edward Stradling (* um 1472; † 8. Mai 1535 in St Donat’s Castle) war ein englischer Adliger.

## Herkunft und Jugend
Edward Stradling entstammte der Familie Stradling, einer Familie der Gentry mit Besitzungen in Südwales und Südwestengland. Er war der älteste Sohn von Thomas Stradling und dessen Frau Jenet, einer Tochter von Thomas Mathew aus Radyr. Sein Vater war gerade volljährig, als er nach dem Tod seines Vaters 1476 die Familienbesitzungen erbte. Aufgrund seiner Jugend hatte er nur niedere lokale Ämter bekleidet, als er bereits am 8. September 1480 in Cardiff starb. Damit wurden die Besitzungen der Familie Stradling unter die Vormundschaftsverwaltung von Sir James Tyrell gestellt, einem Vertrauten von König Richard III. Andererseits wurde durch den frühen Tod von Thomas Stradling die Familie nicht in die Endphase der Rosenkriege verwickelt. Edwards Mutter heiratete in zweiter Ehe Rhys ap Thomas. Dieser übernahm nach der Niederlage von Richard III. in der Schlacht von Bosworth 1485 auch die Vormundschaftsverwaltung für Edward. Rhys ap Thomas stieg als Unterstützer des neuen Königs Heinrich VII. zu einem einflussreichen Beamten in Wales auf, doch er soll allein bis 1488 £ 208 aus Stradlings Gütern gepresst haben.

## Tätigkeit als Erwachsener
Nachdem Stradling um 1493 volljährig geworden war, übernahm er die Verwaltung seiner Besitzungen. 1513 gehörte Stradling dem englischen Heer an, das während der Italienischen Kriege in den Niederlanden und Nordfrankreich kämpfte. Nach der Eroberung von Tournai wurde er am 25. September 1513 von König Heinrich VIII. zum Knight of the Bath geschlagen. In Wales hatte Stradling zunächst ein gutes Verhältnis zu Charles Somerset, 1. Earl of Worcester, dem mächtigsten Magnaten in Glamorgan. Im Juni 1514 gehörte Stradling zu den Personen, die Gower, eine Herrschaft von Worcester, treuhänderisch verwalteten. Später kam es jedoch zu teils gewalttätigen Streitereien zwischen den teils unehelichen Söhnen von Stradling und Gefolgsleuten von Worcester. Stradling selbst übernahm in Wales nur das Amt des Verwalters der Herrschaft Ogmore, dazu gehörte er 1515 bei einer Gerichtsverhandlung in Cardiff zu den Richtern. Vermutlich lebte er oft auf seinen Besitzungen in Somerset. Er förderte aber traditionelle walisische Barden, und Lewis Morgannwg († 1565), der sich als Stradlings Hausbarde bezeichnete, verfasste Gedichte über Pilgerreisen von ihm nach Brecon und Llangynwyd in Wales. Nach einem weiteren Gedicht von Morgannwg war Stradling nach 1520 Schutzpatron der Heiligen Quelle von Penrhys im Rhondda Valley, die bis ins späte 16. Jahrhundert zu den wichtigsten Wallfahrtsorten in Wales gehörte.

## Ehe und Nachkommen
Stradling hatte Elizabeth Arundell († 1513) geheiratet, eine Tochter von Sir Thomas Arundell und Catherine Dynham aus Lanherne in Cornwall. Er hatte mit ihr mehrere Söhne und Tochter, darunter:
- Sir Thomas Stradling (um 1498–1571)
- John Stradling († nach 1569)
- Robert Stradling
- Jane Stradling (um 1504–1555) ⚭ Alexander Popham aus Highworth
- Catherine Stradling ⚭ Thomas Palmer

Stradling wurde in der Kirche von St Donat’s beigesetzt. Am ersten Jahrestag seines Todes ließ sein ältester Sohn und Erbe Thomas Stradling die Gebeine seiner Mutter, die bereits zweiundzwanzig Jahre zuvor gestorben war, aus ihrer Grabstätte in Merthyr Mawr umbetten und neben seinem Vater beisetzen. Stradlings jüngerer Sohn John wurde Geistlicher und hatte von 1551 bis 1569 das Amt des Rektors von Neath inne. Daneben hatte Stradling mehrere Kinder mit einer Konkubine.